# Oratorio di San Giovanni della Malva
Oratorio di San Giovanni della Malva, conhecido também como Santissimo Sacramento in San Giovanni della Malva, era um oratório pertencente à igreja de San Giovanni della Malva e que ficava localizado na Piazza di San Giovanni della Malva, no rione Trastevere de Roma. Era dedicado a São João Evangelista.

## Nome

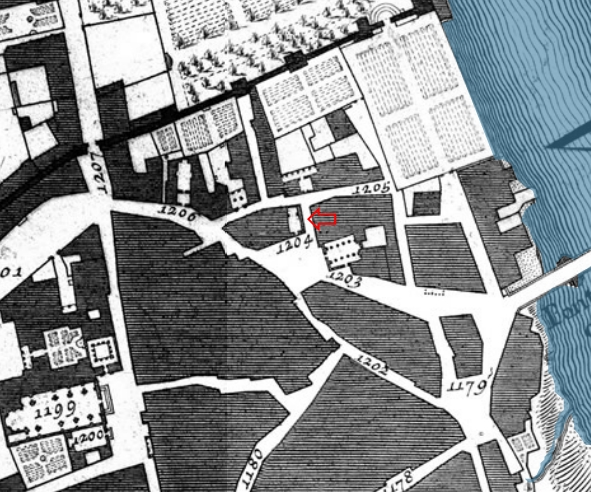
Mapa de Nolli (1748). A igreja à direita é San Giovanni della Malva.

Há várias teorias sobre o significado do epíteto "malva". Uma delas defende que ele se refere às folhas de malva que existiam no local. Segundo outra teoria, a palavra é uma corruptela de "mica" ou "michetta", um pãozinho com uma cruz que costumava ser entregue aos pobres durante a Festa de São João Batista em 27 de dezembro. Uma terceira teoria defende que o termo é uma referência à mica aurea, a "areia dourada do Janículo".

## História
No começo do século XVIII, a igreja paroquial de San Giovanni tinha sua própria confraria eucarística, conhecida como Confraternità del Santissimo Sacramento dei Santi Giovanni Battista e Giovanni Evangelista della Malva a Trastevere. Seus membros conseguiram permissão para construir um oratório próprio na praça onde a igreja ficava. Ele tinha uma planta retangular simples e um presbitério separado da nave por um arco triunfal. Ele aparece no Mapa de Nolli (1748).
O oratório ocupava pelo menos a extremidade leste do bloco que ocupava o lado norte da praça, na esquina da via que segue até o Vicolo Moroni. Logo depois da captura de Roma (1870), o oratório foi confiscado pelo governo italiano e desconsagrado. O edifício acabou sendo convertido num restaurante..

## Descrição
Uma gravura de Giuseppe Vasi mostra o oratório como parte de um edifício residencial maior, sem uma identidade própria na fachada, com exceção de um portal de tamanho exagerado. A planta era retangular com um pequeno santuário separado por um triunfal. Ele ficava do lado leste do quarteirão que ocupa o lado norte da praça e tomava todo o lado oeste da pequena rua que leva ao Vicolo Moroni.